# Interface (langue des signes)
L'interface en langue des signes est un professionnel assurant la mise en relation et la communication entre les personnes déficientes auditives, entendantes et l’environnement. Il a différentes missions telles qu'informer les personnes en demande à propos de la surdité et se présente comme un professionnel de la surdité. L'interface de communication s'adapte au mode de communication des personnes en présence : sourd oraliste, gestualiste, par exemple. 
Le métier d'interface de communication exige des compétences en matière de connaissances de la surdité d'un point de vue social, psychologique, physiologique, historique, culturel et les stratégies de compensation du handicap, connaissance des lois et textes référentiels, connaissance des différentes aides pour un maintien dans l'emploi ou des aides techniques et humaines ainsi que les dispositifs existants et les structures pour accéder à l'information.
De ce fait, l'interface doit maîtriser la LSF, le français et avoir des compétences relationnelles.
À ce jour aucune formation n'est reconnue mais il existe des formations en interne dans les structures employant des interfaces.